# قرار مجلس الأمن التابع للأمم المتحدة رقم 21
قرار مجلس الأمن التابع للأمم المتحدة رقم 21، الذي اعتمد بالإجماع في الاجتماع الـ124 لمجلس الأمن في 2 أبريل 1947، وضع جزر المحيط الهادئ الألمانية السابقة شمال خط الاستواء، والتي كانت منتدبة إلى اليابان من قبل عصبة الأمم، تحت نظام الوصاية. وأعلن مجلس الأمن 16 مادة وافق بموجبها على الشروط. وأعلن أن الولايات المتحدة هي السلطة القائمة بالإدارة وأعطتها الإذن بعسكرة المنطقة.